# Cissus hastata
Cissus hastata är en vinväxtart som först beskrevs av Friedrich Anton Wilhelm Miquel, och fick sitt nu gällande namn av Jules Émile Planchon. Cissus hastata ingår i släktet Cissus och familjen vinväxter. Inga underarter finns listade i Catalogue of Life.